# Franco Di Francescantonio
Franco Di Francescantonio (Roma, 14 giugno 1952 – Firenze, 27 luglio 2005) è stato un attore e scenografo italiano.

## Biografia
Trascorse i primi anni a Monterotondo, dove studiò al liceo artistico.
Diplomato in scenografia all'Accademia di belle arti di Firenze, fu soprattutto noto per la sua attività di attore teatrale, iniziata nel 1971.
Il vero debutto professionale avvenne nella stagione 1973/74 con Victor o i bambini al potere di Roger Vitrac, in cui vestì i panni del protagonista (la regia era dei gemelli Andrea e Antonio Frazzi, il complesso si chiamava Cooperativa Buonarroti di Firenze), affiancato, tra gli altri, da Marcellina Ruocco, Flavio Andreini, Silvia Luzzi. Sempre con i Frazzi (e i medesimi colleghi) fu Sganarello nel Don Giovanni di Moliere-Brecht. Contemporaneamente, diretto da Ruggero Rimini, ma con allievi attori, fu Saul nell'omonima tragedia alfieriana.
Per due anni fece parte dei Giancattivi, con Athina Cenci e Alessandro Benvenuti, trio in cui sostituì, all'inizio del 1976, Paolo Nativi che si era ritirato per gravi problemi di salute. Fu a sua volta sostituito nel gennaio del 1978 da Antonio Catalano.
Fu poi molto attivo nel teatro di prosa (soprattutto al Piccolo Teatro di Milano), in quello musicale (dividendosi tra l'Italia e la Spagna) e in radio.
Nel 1983 portò in scena il monologo Lettera al padre di Franz Kafka, per la regia di Massimo Masini.
Nel 1991 partecipò come voce recitante nell'opera Anton di Flavio Emilio Scogna con la regia di Franco Ripa Di Meana al Teatro Comunale di Firenze.
Recitò anche per il grande schermo, come in Goya di Carlos Saura, La rentrée di Franco Angeli e Antonio guerriero di Dio di Antonello Belluco, uscito postumo nel 2006.
Dal 1998 al 2005 fu interprete dello spettacolo Apocalisse Di Dio con le musiche di Massimo Fantoni, composte ed eseguite dal vivo dallo stesso chitarrista toscano
Morì nel 2005, dopo lunga malattia.

## Filmografia parziale
- Antonio guerriero di Dio, regia di Antonello Belluco (2006)